# Alexander Keith Johnston (Kartograf, 1804)
Alexander Keith Johnston (* 28. Dezember 1804 in Kirkhill, South Lanarkshire, Schottland; † 9. Juli 1871 in Ben Rhydding, Yorkshire, England) war ein schottischer Geograf und Forschungsreisender, Kupferstecher und Kartograf.

## Leben
Johnston, der eigentlich den Arztberuf erlernen sollte, besuchte die Universität Edinburgh, wo er seine klassische und allgemeine Ausbildung erhielt. Er gab bald die Absicht Mediziner zu werden auf und erlernte bei einem Künstler namens Kirkwood Unterricht, um die Kunst des Kupferstechens zu erlernen. Dies befähigte ihn später für die Kartologie und Kartografie. Er wandte sich seinem Steckenpferd der Geografie zu, erlernte in nur wenigen Jahren die modernen Hauptsprachen und bereiste fast alle Länder des europäischen Kontinents sowie nach Ägypten und Palästina. Bereite im Jahr 1830 gab er erste Karten heraus und musste auf einer Reise in den Norden Schottlands feststellen, dass das Kartenmaterial, das er dafür verwendete mehr als mangelhaft war. Daher fügte er eine Anzahl verbesserter Karten einem Handbuch für Schottlandreisende hinzu.
Ungefähr zu dieser Zeit hatte sein Bruder Wilhelm Johnston in Edinburgh eine Buchhandlung mit einer Kupferstecherwerkstatt eröffnet. In dieses Geschäft trat er nun ein, was der Entwicklung seiner Tätigkeit sehr zugutekam. Im Jahr 1843 erschien nach fünfjähriger Arbeit Johnstons erstes größeres Werk unter dem Titel National-Atlas. Das Werk erschien in mehrere Auflagen und brachte ihm die Ernennung zum königlichen Geografen für Schottland ein. Johnston hatte sich in der wissenschaftlichen Welt besonders durch die Anwendung der physikalischen Wissenschaft auf die Geografie bekannt gemacht. Seine Forschungen hauptsächlich auf Alexander von Humboldt und Carl Ritter gründend, gab er 1848 mit Unterstützung der königlich geografischen Gesellschaft und weiterer bekannter Wissenschaftler einen Physical atlas of natural phenomena heraus, von dem 1850 ein Auszug und 1856 eine erweiterte Ausgabe erschien.
Nach der zweiten Auflage seines Kartenwerkes wurde er weltweit bekannt und von zahlreichen geografischen Gesellschaften zum Korrespondierenden Mitglied ernannt. Zudem erschienen weitere ähnliche Atlanten, die in den Unterricht der Schulanstalten Eingang fanden.
Johnstons 1850 erschienenes „Geografisches Dictionäre“ war eine durch Originalartikei bereicherte Ausgabe. 1851 stellte er einen physikalischen Globus her, auf dem neben geologischen auch hydrografische und meteorologische Merkzeichen aufgetragen waren. Für diese Arbeit wurde er bei der großen Ausstellung von 1851 mit einer Medaille belohnt. Bis 1855 beschäftigte er sich damit weitere für den Unterricht bestimmte Atlanten herzustellen. Sie enthielten zusätzlich Karten mit Angaben zur geografischen Verteilung von Krankheiten, so dass sie als eine Bereicherung der Literatur zur Heilkunde angesehen wurden.

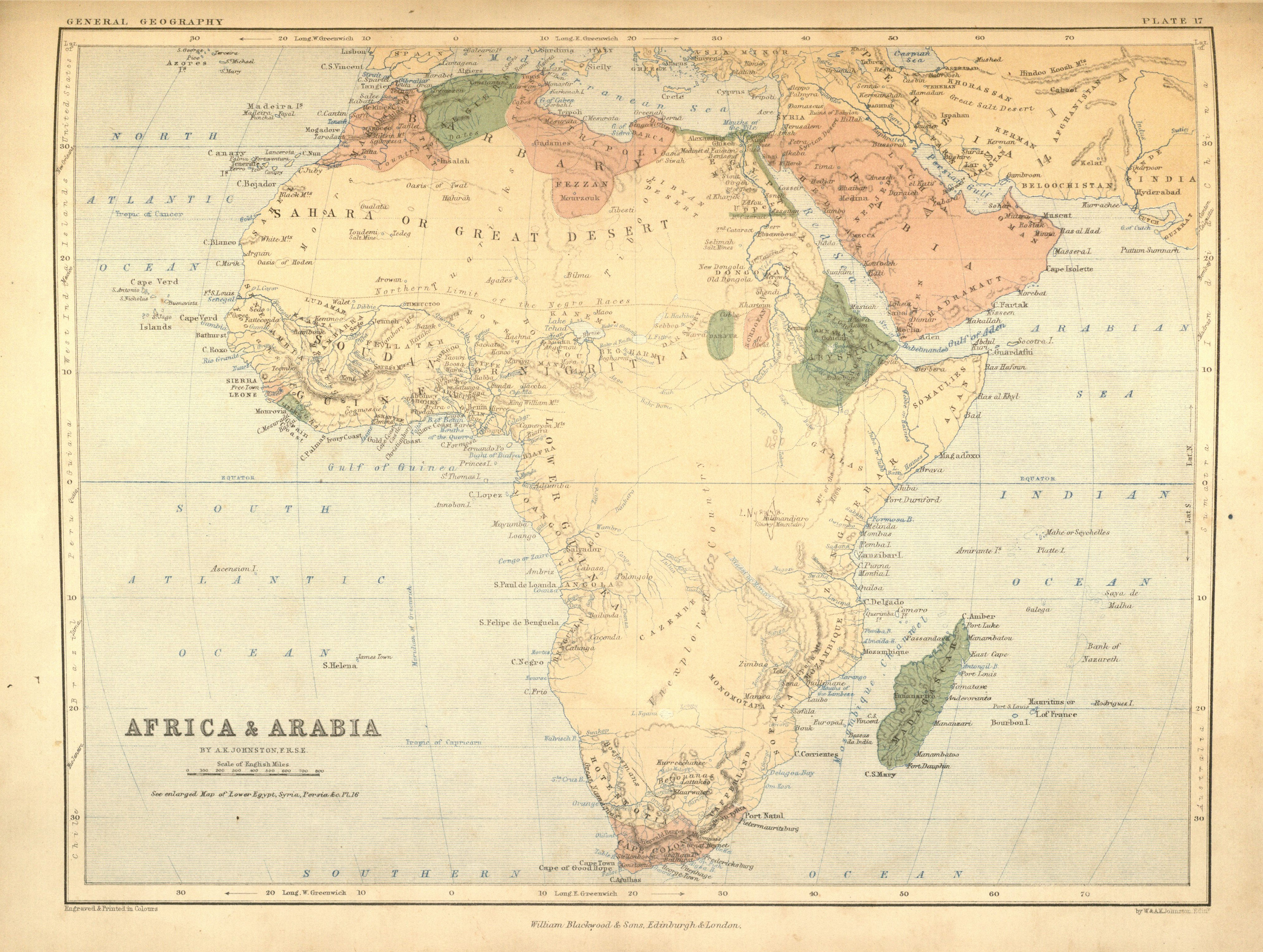
Johnston, Africa & Arabia, 1852

Im Jahr 1854 legte Johnston den königlichen Atlas der modernen Geografie auf und fertigte anschließend zahlreiche große Karten für Bibliotheken. In den letzten Lebensjahren schwand seine Kraft, er verfasste noch einige geografische Schulwerke, sowie Wandkarten, erläuternde, teils historisch geprägte Bücher bis hin zu Bibelatlanten. Am 19. Mai 1871 reiste er noch nach London, um eine ihm von der geografischen Gesellschaft zugedachte Medaille in Empfang zu nehmen. Eigentlich hatte er noch eine Reise nach Schweden geplant, doch sein gesundheitlicher Zustand verschlechterte sich zusehends. Er wurde in Edinburgh beigesetzt.

## Familie
Johnston war seit dem 3. August 1837 mit Margaret, einer Tochter von Robert Gray aus Edinburgh verheiratet, mit der er insgesamt elf Kinder hatte, von denen ihn sechs überlebten.
- Sein ältester Sohn Alexander Keith Johnston (1844–1879) war ebenfalls Kartograf und Forschungsreisender.[2]

Er starb an einem Blutgerinnsel im Gehirn und wurde am 14. Juli 1871 in Edinburgh beigesetzt.

## Mitgliedschaften und Ehrungen
- 1843 wurde er Mitglied der Royal Geographical Society
- 1845 Mitglied der Geological Society
- 1848 verlieh ihm die Gesellschaft für Erdkunde in Berlin ein Diplom
- 1850 wurde er zum Fellow der Royal Society of Edinburgh gewählt.[3]
- 1851 Auszeichnung mit einer Medaille auf der Großen Internationalen Ausstellung in London für den ersten Globus zur Veranschaulichung der physischen Geografie.
- Ehrensekretär und einer der Gründer der Scottish Meteorological Society
- 1862 Mitglied der Edinburgh Geological Society
- 1865 Ehrendoktor im Grad eines LL.D. von der Edinburgh University
- 1871 Auszeichnung mit der Patrons- oder Victoria-Medaille durch die Royal Geographical Society

Er war auch Fellow oder korrespondierendes Mitglied zahlreicher anderer Geografischer Vereinigungen, beispielsweise in Paris, Wien, Sankt Petersburg, Bombay sowie der Geographical and Statistical Society of America.

## Schriften (Auswahl)
- Dictionary of geography. 1855 (mehrfach aufgelegt).
- Atlas of the historical geography of Europe.
- Chart of the geographical distribution of health and disease. 1852.
- Royal atlas of modern geography. 1855 (sein zweites Hauptwerk).
- Atlas of the United States of North America. 1857.
- eine Reihe von Schulatlanten und Wandkarten.